# WTA Finals 2017 – ženská dvouhra
Ženská dvouhra WTA Finals 2017 probíhala v závěru října 2017, jakožto jedno z vyvrcholení ženské profesionální sezóny. Do singlové soutěže singapurského Turnaje mistryň nastoupilo osm nejlepších hráček v klasifikaci žebříčku Porsche WTA Race. Obhájkyní titulu byla Slovenka Dominika Cibulková, která se na turnaj jako dvacátá šestá hráčka žebříčku nekvalifikovala.
Rozlosování singlové soutěže proběhlo v pátek 20. října. Poprvé v kariéře do turnaje zasáhly Francouzka Caroline Garciaová, Lotyška Jeļena Ostapenková a Ukrajinka Elina Svitolinová.
Po odehrání všech zápasů základní skupiny spolu soupeřily o post světové jedničky Simona Halepová a Karolína Plíšková. Plíšková musela vybojovat titul, aby Halepovou z tohoto postu sesadila. To se jí ovšem nepodařilo, když skončila v semifinále na raketě Caroline Wozniacké a Halepová tak poprvé v kariéře zakončila rok jako světová jednička.
Vítězkou se stala šestá nasazená Dánka Caroline Wozniacká, jež ve finále za 1.29 hodin zdolala americkou turnajovou pětku a šampionku z roku 2008 Venus Williamsovou po dvousetovém průběhu 6–4 a 6–4. Ve druhé sadě si Dánka vpracovala náskok 5–0, jenž soupeřka stáhla na rozdíl jediného gamu, ale otočit průběh již nedokázala. Málo chybující Wozniacká s 8 nevynucenými chybami využila šest z devíti brejkových příležitostí, zatímco Williamsová na 31 vítězných míčů vytvořila 32 nevynucených chyb a čtyřikrát prolomila servis Evropanky. V probíhající sezóně si Wozniacká po zářijovém triumfu na Toray Pan Pacific Open připsala druhé turnajové vítězství, které představovalo dvacátý sedmý singlový titul na okruhu WTA Tour a první z Turnaje mistryň. Bodový zisk ji v žebříčku WTA posunul ze 6. na 3. místo.

## Nasazení hráček
1. Simona Halepová (základní skupina, 500 bodů, 304 000 USD)
2. Garbiñe Muguruzaová (základní skupina, 500 bodů, 304 000 USD)
3. Karolína Plíšková (semifinále, 625 bodů, 497 000 USD)
4. Elina Svitolinová (základní skupina, 500 bodů, 304 000 USD)
5. Venus Williamsová (finále, 955 bodů, 1 047 000 USD)
6. Caroline Wozniacká (vítězka, 1 375 bodů, 2 207 000 USD)
7. Jeļena Ostapenková (základní skupina, 500 bodů, 304 000 USD)
8. Caroline Garciaová (semifinále, 625 bodů, 497 000 USD)

## Náhradnice
1. Kristina Mladenovicová (nenastoupila, 0 bodů, 68 000 USD)
2. Světlana Kuzněcovová (nenastoupila, 0 bodů, 68 000 USD)

## Soutěž
| Legenda                                                       |                                                                        |                                                   |
| - Q – kvalifikant - WC – divoká karta - LL – šťastný poražený | - Alt – náhradník - SE – zvláštní výjimka - PR/SR – žebříčková ochrana | - w/o – bez boje - r – skreč - d – diskvalifikace |

### Finálová fáze
|  | Semifinále | Semifinále         | Semifinále        | Semifinále | Semifinále |                   |                    | Finále | Finále | Finále | Finále | Finále |
|  |            |                    |                   |            |            |                   |                    |        |        |        |        |        |
|  | 3          | Karolína Plíšková  | 69                | 3          |            |                   |                    |        |        |        |        |        |
|  | 6          | Caroline Wozniacká | 711               | 6          |            |                   |                    |        |        |        |        |        |
|  | 6          | Caroline Wozniacká | 711               | 6          |            | 6                 | Caroline Wozniacká | 6      | 6      |        |        |        |
|  |            |                    |                   |            |            | 6                 | Caroline Wozniacká | 6      | 6      |        |        |        |
|  |            | 5                  | Venus Williamsová | 4          | 4          |                   |                    |        |        |        |        |        |
|  | 5          | 5                  | Venus Williamsová | 4          | 4          | Venus Williamsová | 63                 | 6      | 6      |        |        |        |
|  | 5          |                    |                   |            |            | Venus Williamsová | 63                 | 6      | 6      |        |        |        |
|  | 8          | Caroline Garciaová | 7                 | 2          | 3          |                   |                    |        |        |        |        |        |

### Červená skupina
|    |                    | Halepová | Svitolinová        | Wozniacká     | Garciaová          | Zápasy | Sety      | Hry         | Pořadí |
| 1. | Simona Halepová    |          | 3–6, 4–6           | 0–6, 2–6      | 6–4, 6–2           | 1–2    | 2–4 (33%) | 21–30 (41%) | 4.     |
| 4. | Elina Svitolinová  | 6–3, 6–4 |                    | 2–6, 0–6      | 7–6(9–7), 3–6, 5–7 | 1–2    | 3–4 (42%) | 29–38 (43%) | 3.     |
| 6. | Caroline Wozniacká | 6–0, 6–2 | 6–2, 6–0           |               | 6–0, 3–6, 5–7      | 2–1    | 5–2 (71%) | 38–17 (69%) | 2.     |
| 8. | Caroline Garciaová | 4–6, 2–6 | 6–7(7–9), 6–3, 7–5 | 0–6, 6–3, 7–5 |                    | 2–1    | 4–4 (50%) | 38–41 (48%) | 1.     |

### Bílá skupina
|    |                     | Muguruzaová | Plíšková | Williamsová        | Ostapenková        | Zápasy | Sety       | Hry          | Pořadí |
| 2. | Garbiñe Muguruzaová |             | 2–6, 2–6 | 5–7, 4–6           | 6–3, 6–4           | 1–2    | 2–4 (33 %) | 25–32 (44 %) | 3.     |
| 3. | Karolína Plíšková   | 6–2, 6–2    |          | 6–2, 6–2           | 3–6, 1–6           | 2–1    | 4–2 (67 %) | 28–20 (58 %) | 1.     |
| 5. | Venus Williamsová   | 7–5, 6–4    | 2–6, 2–6 |                    | 7–5, 6–7(3–7), 7–5 | 2–1    | 4–3 (57 %) | 37–38 (49 %) | 2.     |
| 7. | Jeļena Ostapenková  | 3–6, 4–6    | 6–3, 6–1 | 5–7, 7–6(7–3), 5–7 |                    | 1–2    | 3–4 (43 %) | 36–36 (50 %) | 4.     |